# Коррієнтес (місто)
Корріє́нтес (ісп. Corrientes ісп. вимова: [koˈrjentes] ( прослухати), повна офіційна назва ісп. San Juan de Vera de las Siete Corrientes, індіанська назва гуар. Taraguí; досл. «Течії») — місто в Аргентині, столиця провінції Коррієнтес. Місто розташоване на березі річки Парана, за 923 км від Буенос-Айреса. Населення міста згідно з переписом 2010 року становило 346 334 мешканців.

## Історія

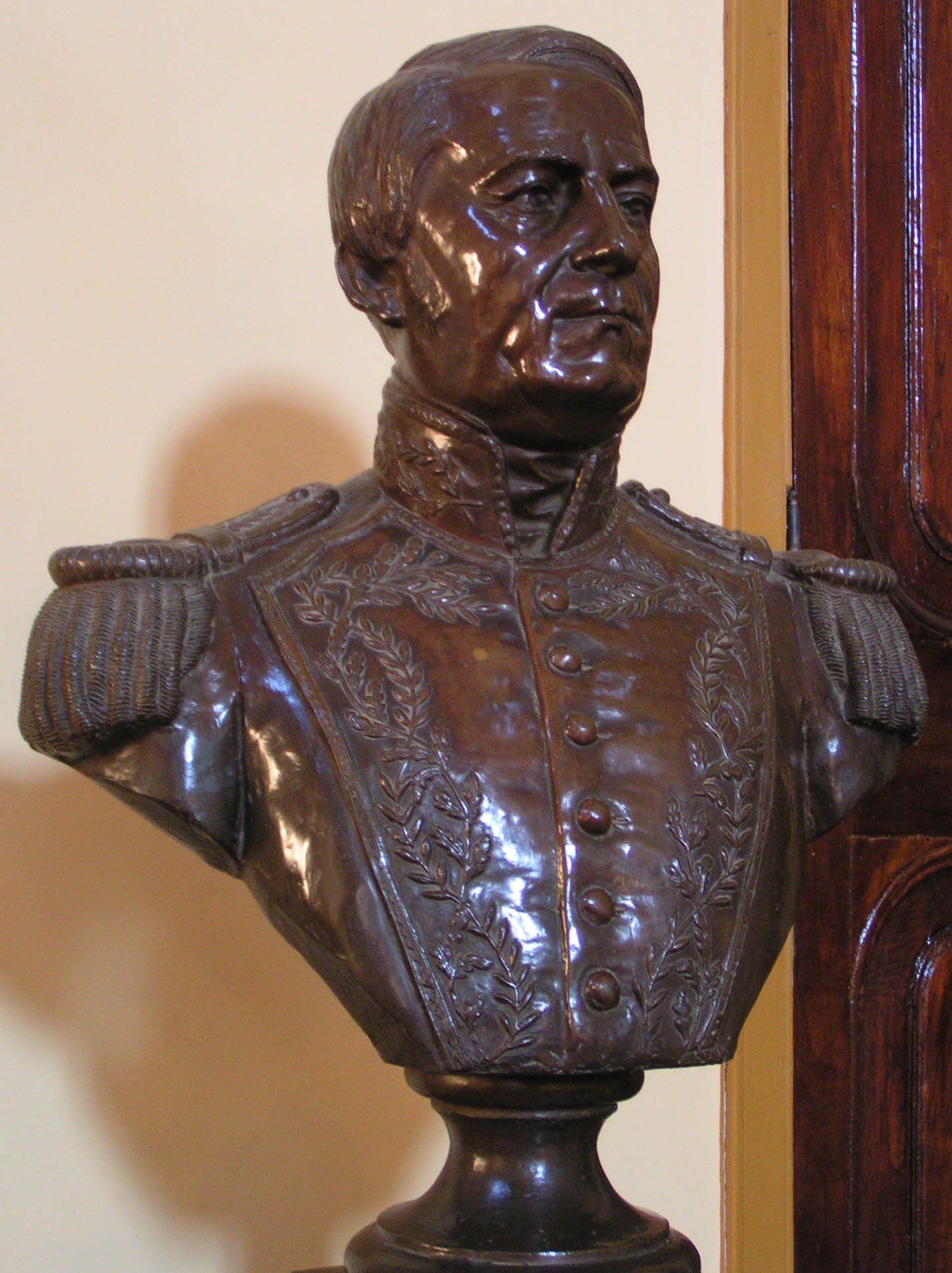
Бюст Педро Ферре

Місто Коррієнтес було засноване Хуаном Торресом-і-Арагоном, Алонсо де Верою-і-Арагоном і Ернандо Арьясом де Сааведрою 3 квітня 1588 як стоянка на шляху між Асунсьйоном і Буенос-Айресом. Спочатку місто називалося Сьюдад-де-Вера (ісп. Ciudad de Vera).
Ім'я Сан-Хуан-де-Вера-де-лас-Сьєте-Коррієнтес (ісп. San Juan de Vera de las Siete Corrientes) було дане місту через століття після його заснування. Перша частина назви — Сан-Хуан (ісп. San Juan) — присвячена Івану Хрестителю, який є одним з покровителів міста. Іншими святими захисниками міста було обрано Святого Себастьяна та Діву Росаріо. Вера — ім'я одного з засновників міста. Частина Сьєте-Коррієнтес (ісп. siete corrientes — сім потоків) завдячує своїй появі географії узбережжя річки Парана, де знаходяться сім скелястих півостровів, які спричиняють сильні течії, котрі утруднюють навігацію. З часом назва міста скоротилася до Коррієнтес.
У 1620-х роках населення міста становило 200—300 жителів.
У 1630-х роках у місто привезли чорних рабів.
11 грудня 1821 було прийнято першу конституцію провінції Коррієнтес. Першим губернатором став Педро Ферре.
28 грудня 1839 губернатор Коррієнтеса Хенаро Берон де Астрада оголосив війну Хуану Мануелю де Росасу. 31 грудня війська Росаса розбили жителів Коррієнтеса та взяли місто. 28 січня Коррієнтес знову оголосив війну Росасу і знову був розгромлений. 1852 військо Хусто Хосе де Уркіси та жителі Коррієнтеса розбили військо Росаса.
12 жовтня 1855 було затверджено нову конституцію Коррієнтеса.
15 квітня 1865 на місто напали парагвайські загарбники. Наприкінці жовтня їх було розбито, але війна тривала до 1870 року.
З 1956 року у місті діє Національний університет північного сходу, у якому навчаються 52 тисячі студентів.
1961 року у місті було відкрито міжнародний аеропорт Др. Фернандо Пірахіне (ісп. Dr. Fernando Piragine).
1969 року у місті пройшла хвиля протестів під назвою Коррентінасо (ісп. Correntinazo).
1973 року було відкрито міст Puente General Manuel Belgrano, який поєднав Коррієнтес з сусіднім містом Ресістенсія, яке розташоване на іншому березі річки.
1983 року у Коррієнтесі через надмірні опади сталося підтоплення, декілька тисяч жителів довелося евакуювати.

## Клімат
Клімат Коррієнтеса субтропічний. Середня річна температура 20 °C з середнім максимумом 33 °C і середнім мінімумом 10 °C. Середня річна кількість опадів 1600 мм. Абсолютний максимум температури повітря +42,4 °C, абсолютний мінімум −2,8 °C.
| Клімат Коррієнтеса (1961—1990)                                                                                              | Клімат Коррієнтеса (1961—1990) | Клімат Коррієнтеса (1961—1990) | Клімат Коррієнтеса (1961—1990) | Клімат Коррієнтеса (1961—1990) | Клімат Коррієнтеса (1961—1990) | Клімат Коррієнтеса (1961—1990) | Клімат Коррієнтеса (1961—1990) | Клімат Коррієнтеса (1961—1990) | Клімат Коррієнтеса (1961—1990) | Клімат Коррієнтеса (1961—1990) | Клімат Коррієнтеса (1961—1990) | Клімат Коррієнтеса (1961—1990) | Клімат Коррієнтеса (1961—1990) |
| Показник | Січ.                           | Лют.                           | Бер.                           | Квіт.                          | Трав.                          | Черв.                          | Лип.                           | Серп.                          | Вер.                           | Жовт.                          | Лист.                          | Груд.                          | Рік                            |
| Абсолютний максимум, °C | 40,9                           | 40,7                           | 39,6                           | 37,2                           | 34,1                           | 31,7                           | 33,0                           | 36,4                           | 40,9                           | 41,0                           | 42,4                           | 41,1                           | 42,4                           |
| Середній максимум, °C | 33,0                           | 31,9                           | 30,1                           | 26,6                           | 23,9                           | 20,9                           | 21,6                           | 22,6                           | 24,5                           | 27,6                           | 29,6                           | 32,1                           | 27,0                           |
| Середня температура, °C | 26,8                           | 25,9                           | 24,3                           | 21,0                           | 18,3                           | 15,5                           | 15,6                           | 16,5                           | 18,4                           | 21,4                           | 23,6                           | 25,9                           | 21,1                           |
| Середній мінімум, °C | 21,0                           | 20,6                           | 19,2                           | 16,2                           | 13,5                           | 10,8                           | 10,7                           | 11,1                           | 12,6                           | 15,4                           | 17,8                           | 19,7                           | 15,7                           |
| Абсолютний мінімум, °C | 12,4                           | 11,0                           | 7,6                            | 3,9                            | −0,4                           | −2,8                           | −2                             | −1,2                           | 0,5                            | 2,8                            | 7,2                            | 8,3                            | −2,8                           |
| Середня кількість сонячних годин на місяць                                                                                  | 279,0                          | 243,6                          | 232,5                          | 204,0                          | 201,5                          | 171,0                          | 186,0                          | 192,2                          | 195,0                          | 244,9                          | 261,0                          | 291,4                          | 2702,1                         |
| Норма опадів, мм | 176.4                          | 147.1                          | 163.6                          | 174.2                          | 98.0                           | 62.0                           | 50.1                           | 56.5                           | 74.8                           | 120.7                          | 145.5                          | 121.2                          | 1390.1                         |
| Днів з опадами | 9                              | 9                              | 9                              | 9                              | 7                              | 7                              | 7                              | 7                              | 7                              | 9                              | 9                              | 8                              | 97                             |
| Вологість повітря, % | 70                             | 74                             | 77                             | 79                             | 80                             | 80                             | 78                             | 74                             | 72                             | 70                             | 70                             | 68                             | 74                             |
| --- | ------------------------------ | ------------------------------ | ------------------------------ | ------------------------------ | ------------------------------ | ------------------------------ | ------------------------------ | ------------------------------ | ------------------------------ | ------------------------------ | ------------------------------ | ------------------------------ | ------------------------------ |
| Джерело: NOAA, Oficina de Riesgo Agropecuario (record highs and lows), Servicio Meteorológico Nacional (precipitation days) |                                |                                |                                |                                |                                |                                |                                |                                |                                |                                |                                |                                |                                |

## Туристичні принади

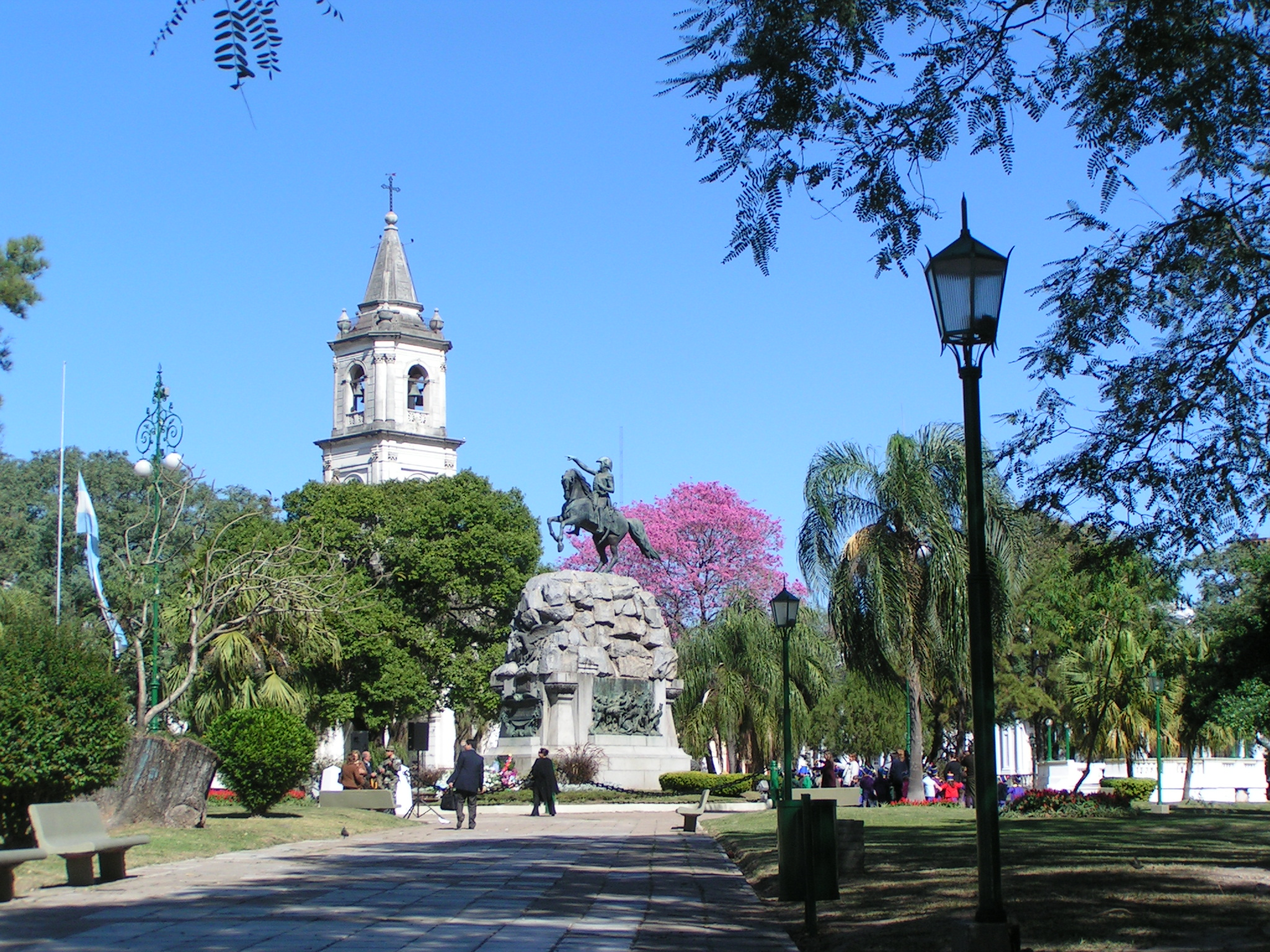
Площа 25 травня
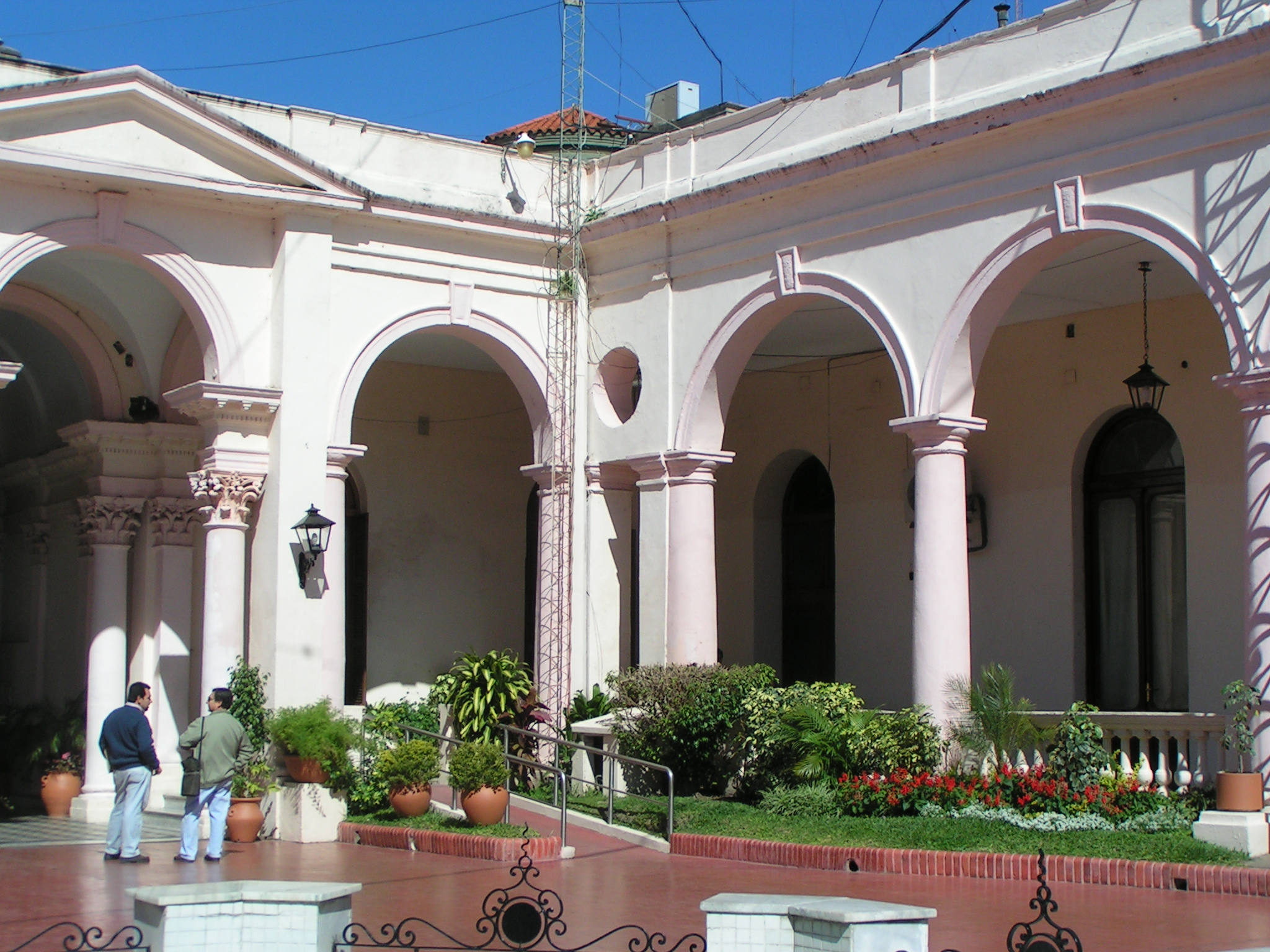
Внутрішній дворик будинку уряду
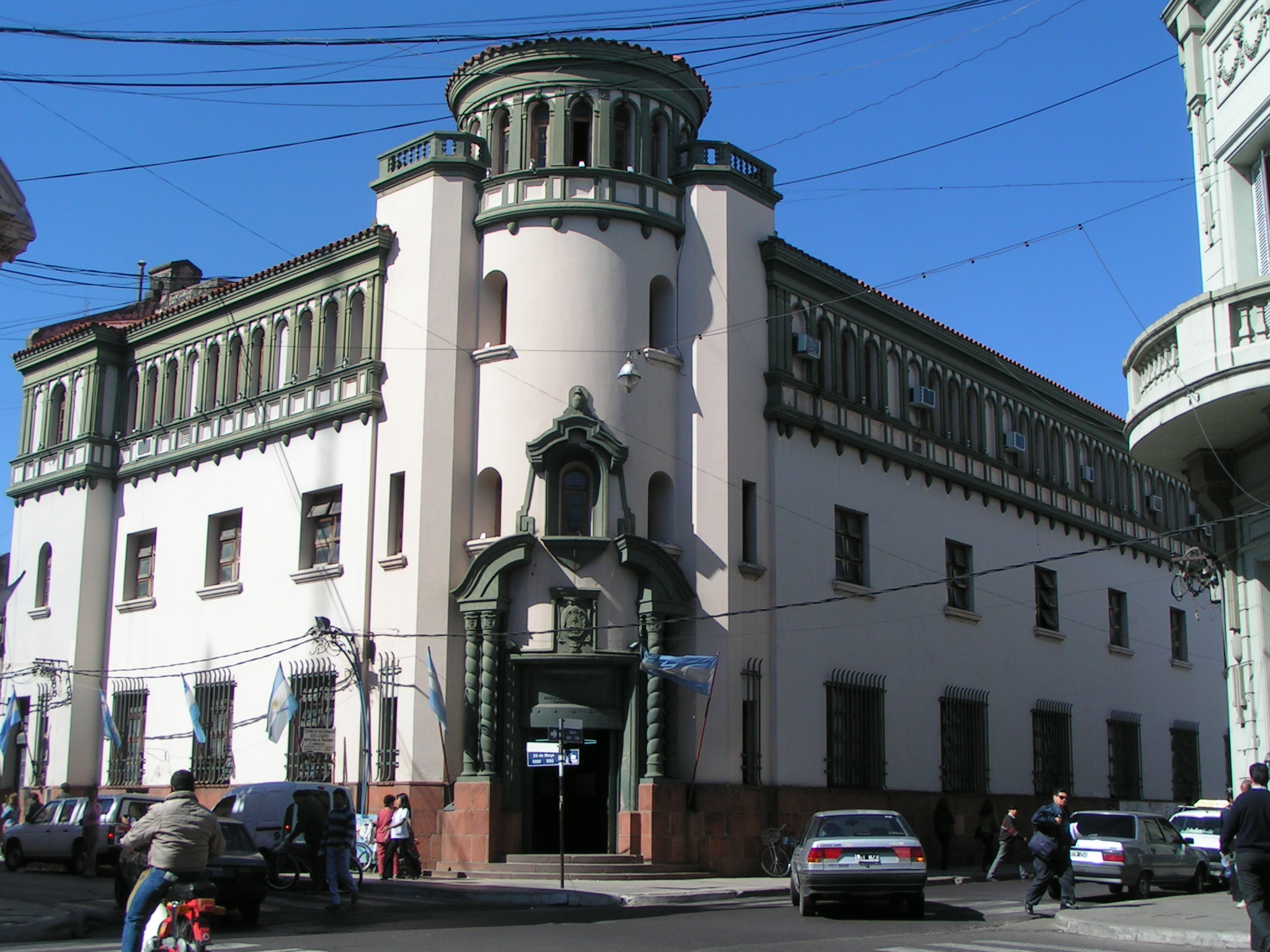
Палац Сан-Мартін
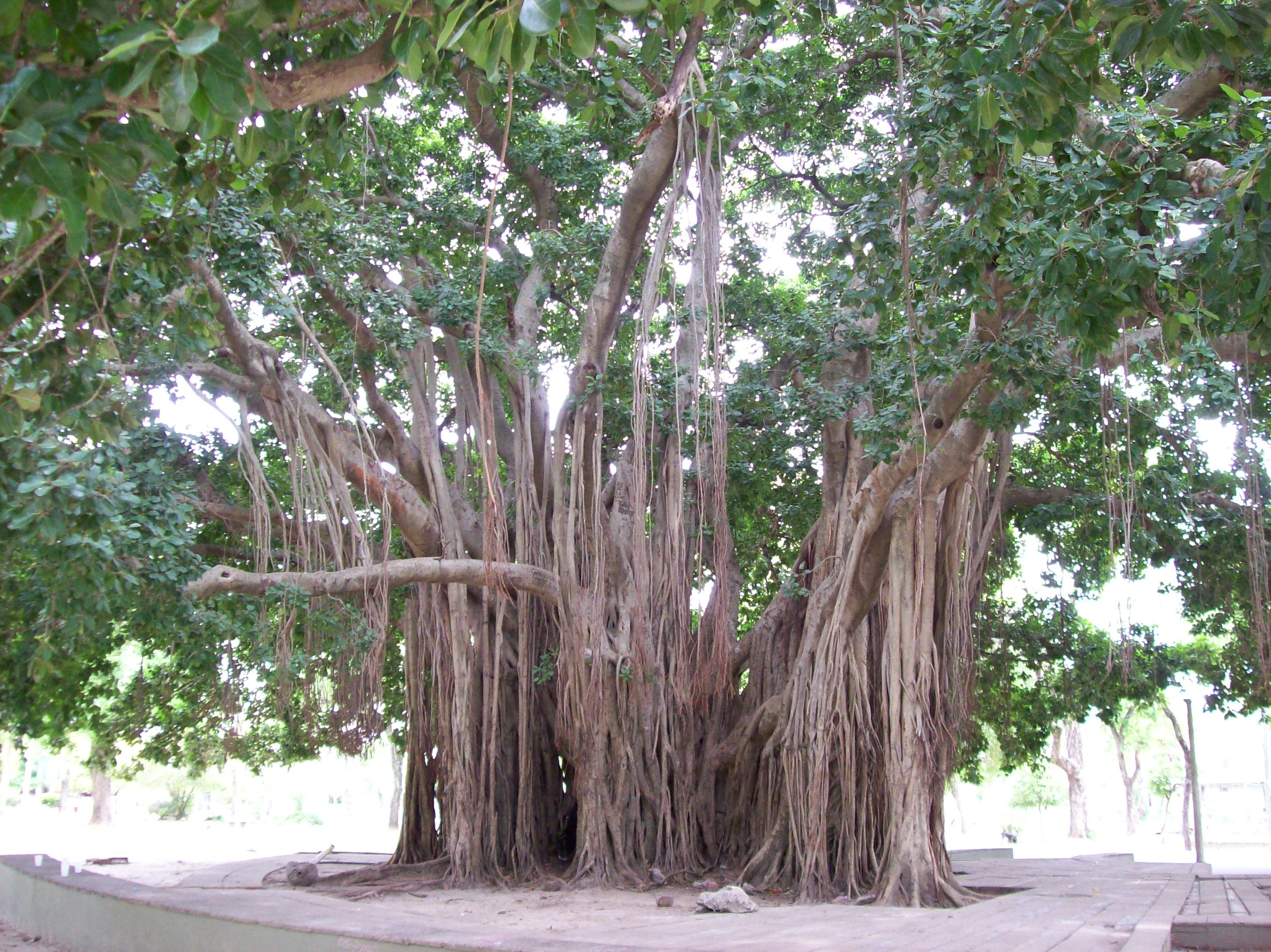
Парк Мітре

Місто Коррієнтес має довгу історію та значну історичну спадщину. У місті збереглося багато будинків колоніальної архітектури та декілька церков. Визначними туристичними принадами є:
- Церква Крус де лос Мілогрос (ісп. La Iglesia de la Cruz de los Milagros).
- Вулиця Костанера та узбережжя Парани.
- Державний театр ім. Хуана де Вери (ісп. El Teatro Oficial Juan de Vera).
- Історичний музей провінції (ісп. El Museo Histórico Provincial "Tte. de gobernador Manuel Cabral de Alpoin").
- Музей образотворчого мистецтва.
- Історичний архів провінції Коррієнтес.
- Найбільший в Аргентині карнавал.
- Музей міста.
- Музей природничих наук «Амадо Бомпланд».
- Культурний центр «Адольфо Морс»
- Парк Мітре (ісп. Parque Mitre).
- Площа 25 травня (ісп. Plaza cívica 25 de mayo), навколо якої знаходяться старовинні будівлі Головного управління поліції (ісп. Jefatura de Policía), Будинок уряду, університет, податкова (ісп. Palacio de Rentas de la Provincia), Церква Ла Мерсед (ісп. Iglesia de la Merced).
- Вулиці Хунін та Ірігоєн, де знаходяться банки та торгові установи міста.
- Площа Вера (ісп. Plaza Vera), де знаходиться центр молодіжної культури Коррієнтеса.
- Парк Камбакуа (ісп. Parque Cambacuá).
- Сім півостровів Коррієнтеса, яким місто завдячує своїм ім'ям.

## Транспорт
Місто Коррієнтес має такі шляхи сполучення:
- аеропорт Dr. Fernando Piragine
- річковий порт
- автошляхи:
  - національні траси № 12, 16
  - провінційна траса № 5